# Aleixar
Aleixar (oficialmente en catalán L'Aleixar) es un municipio de Cataluña, España. Perteneciente a la provincia de Tarragona en la comarca del Bajo Campo. Cuenta con una población de 962 habitantes (INE 2024).

## Historia
Se cree que el municipio estaba incluido en la carta de población concedida en 1153 a Ciurana de Tarragona. En 1184, Alfonso el Casto, rey de Aragón y conde de Barcelona, entregó parte de las tierras a Ferran d'Aleixar, quien dio nombre al topónimo del pueblo. Desde su fundación, el municipio formó parte del condado de Prades. En 1391, Juan I de Aragón vendió los derechos de la corona sobre Aleixar al arzobispo Vallterra.
En 1875 se produjo un enfrentamiento entre carlistas y liberales conocido como "la sorpresa de Aleixar". Los liberales cercaron a diversas partidas de carlistas y atacaron el pueblo, favorable a estos últimos. Tras varias horas de lucha, los carlistas fueron derrotados.

## Símbolos
El escudo de Aleixar se define por el siguiente blasón:
«Escudo en forma de losange con ángulos rectos: de gules, un medio vuelo bajado de oro. Por timbre una corona mural de villa.»
Fue aprobado el 12 de julio de 1988.

## Geografía humana

### Demografía
Cuenta con una población de 962 habitantes (INE 2024).
| Gráfica de evolución demográfica de Aleixar entre 1842 y 2021 |
| |
| Población de derecho según los censos de población del INE Población de hecho según los censos de población del INEEn estos censos se denominaba Aleixar: 1842, 1857, 1860, 1877, 1887, 1897, 1900, 1910, 1920, 1930, 1940, 1950, 1960 y 1970 |

| 1497 | 1515 | 1553 | 1717 | 1787 | 1857 | 1877 | 1887 | 1900 |
| ---- | ---- | ---- | ---- | ---- | ---- | ---- | ---- | ---- |
| 55   | 81   | 111  | 320  | 1679 | 1054 | 1053 | 979  | 971  |

| 1910  | 1920 | 1930 | 1940 | 1950 | 1960 | 1970 | 1981 | 1990 |
| ----- | ---- | ---- | ---- | ---- | ---- | ---- | ---- | ---- |
| 1.015 | 944  | 879  | 806  | 675  | 706  | 695  | 651  | 623  |

| 1992 | 1994 | 1996 | 1998 | 2000 | 2002 | 2004 | 2006 | — |
| ---- | ---- | ---- | ---- | ---- | ---- | ---- | ---- | - |
| 604  | 621  | 633  | 685  | 717  | 740  | 755  | 815  | — |

### Economía
La principal actividad económica es la agricultura, destacando el cultivo de avellanos. También hay campos de viñas y olivos. Dispone de Cooperativa agrícola desde 1957.

## Cultura
La iglesia parroquial está dedicada a San Martín. Aunque aparece en documentos de 1194 la construcción actual es del siglo XVIII. La portalada es de estilo barroco y en su interior conserva un órgano del mismo estilo. Es de planta rectangular y tiene adosado el campanario.

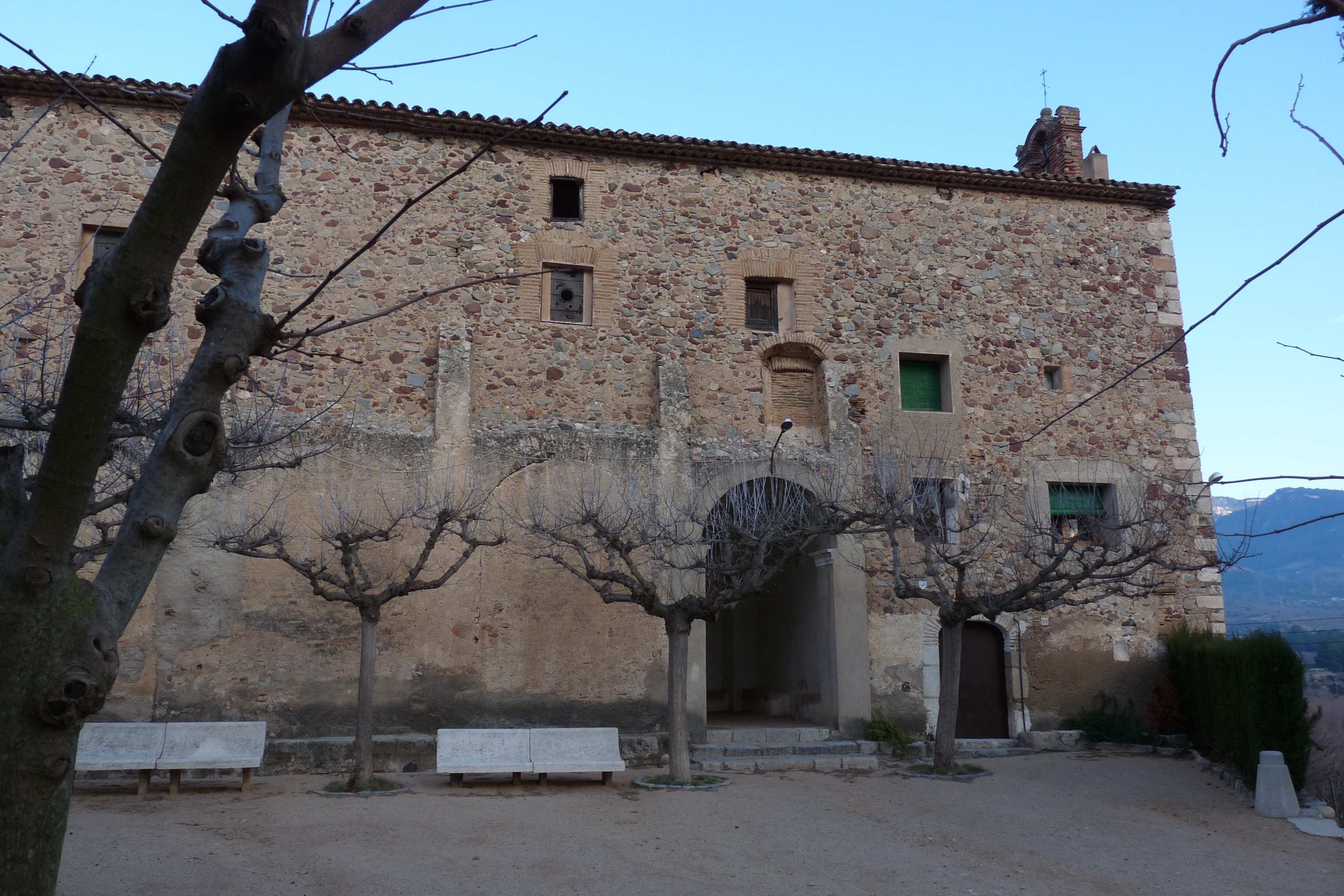
Ermita de San Blas.

En las afueras del pueblo se encuentra una ermita dedicada a San Blas. Aunque aparece documentada en 1341 no quedan restos de este edificio románico. Fue derruido y reconstruido por completo en el siglo XVIII. Se trata de un edificio de nave única y de estilo gótico. Fue destruido en 1936. A partir de la década de 1980 se han ido realizando obras de mejora en la ermita.
En el Mas de Borbó se encuentra una encina considerada como una de las más antiguas de Cataluña. En 1989 fue declarada "árbol monumental". Tiene once metros de altura y el diámetro en la zona de las raíces es de 9,45 metros.
Aleixar celebra fiestas en febrero, en mayo y en noviembre.